# Antoine Léon Anne Amelot de Chaillou
Pour les articles homonymes, voir Amelot et Chaillou.
Pour les autres membres de la famille, voir Famille Amelot.
Antoine Léon Anne Amelot de Chaillou, marquis de Chaillou, né le 22 juillet 1760 à Paris et mort le 17 juillet 1824 à Rouen, est un magistrat et administrateur français. Maître des requêtes et intendant sous l'Ancien Régime, il occupe différents postes financiers pendant la Révolution et est emprisonné sous la Terreur. Il est l'auteur de divers opuscules traitant de finances.

## Biographie

### Famille
Antoine Léon Anne Amelot de Chaillou naît le 22 juillet 1760 à Paris. Il est le fils d'Antoine Jean Léon Amelot, marquis de Chaillou (1732-1795), secrétaire d'Etat de la Maison du roi de 1776 à 1783, membre de l'Académie des inscriptions et belles-lettres et de l'Académie des sciences, et de son épouse Marie Jeanne Françoise Le Gendre (1738-1809),.
Il est issu d'une famille de la noblesse de robe, anoblie au XVIe siècle, qui compte des magistrats, des ministres et des évêques, la famille Amelot. Il appartient à la branche de Chaillou, qui possède notamment le château de Châtillon-sur-Indre. Depuis le XVIe siècle, la famille Amelot est une véritable dynastie de maîtres des requêtes, dont Antoine Léon Anne Amelot de Chaillou est le dernier représentant. Il est aussi au cœur d'un dense réseau de familles de la noblesse de robe du Parlement de Paris, qui s'étend jusqu'à certaines maisons ducales,.

### Magistrat et intendant d'Ancien Régime

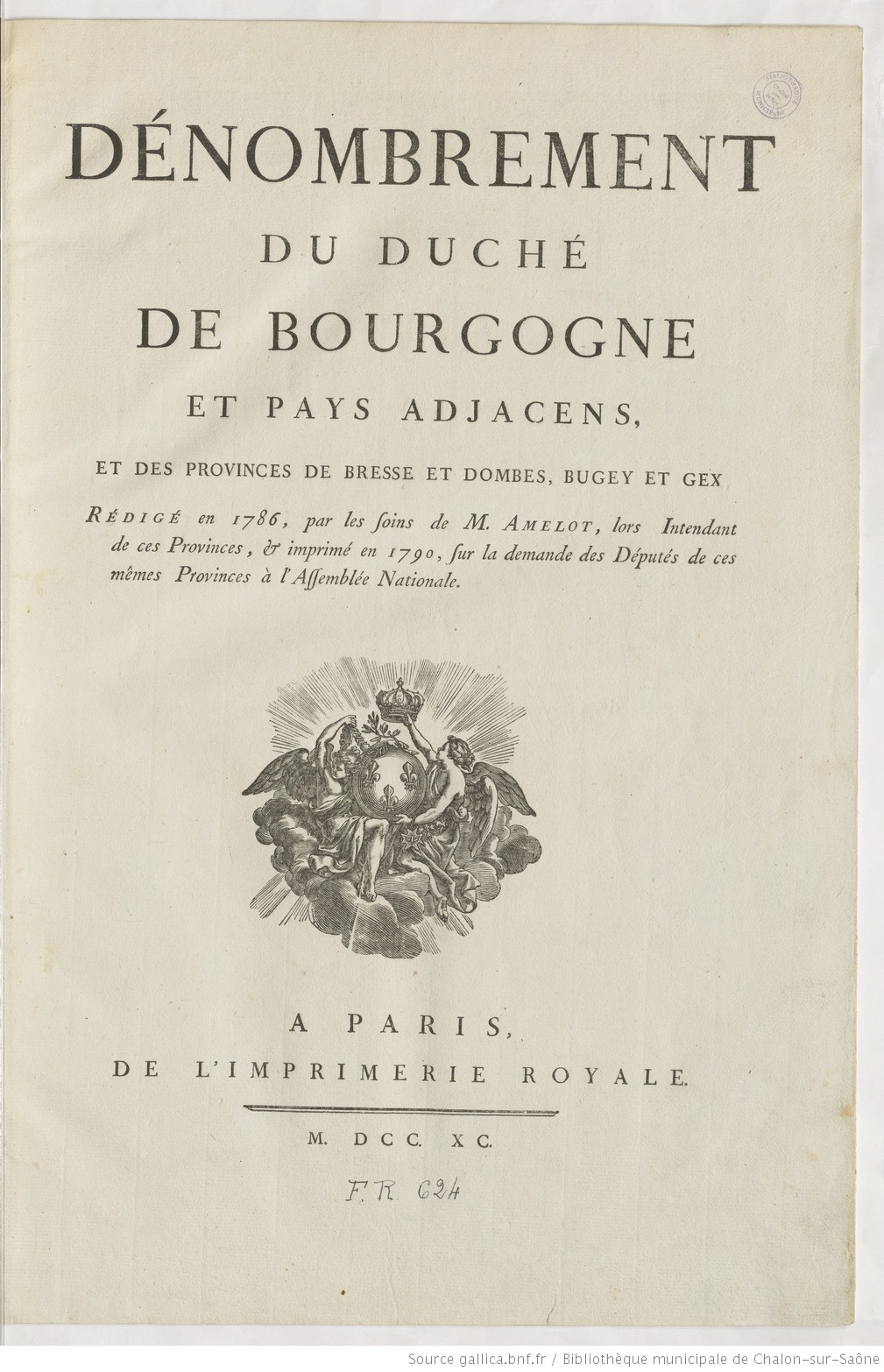
Page de titre du Dénombrement du duché de Bourgogne d'Amelot de Chaillou (1790)

Antoine Léon Anne Amelot  de Chaillou est avocat en Parlement, reçu au Parlement de Paris en 1778 à l'âge de 18 ans. L'année suivante, il devient maître des requêtes, alors qu'âgé de 19 ans il est loin d'avoir l'âge requis (31 ans), et le reste jusqu'à la Révolution.
En 1783, à 23 ans seulement, au moment où son père se retire du ministère, il est, par un arrangement compensatoire, nommé intendant de Bourgogne,, succédant à Charles-Henri Feydeau de Brou. Il est le plus jeune intendant de Bourgogne. Son père avait déjà occupé ce poste avant d'être ministre. Antoine Léon Amelot s'y installe en juin 1784, le temps d'organiser son déménagement. Contrairement à son père, il passe ensuite l'essentiel de son temps à Dijon, beaucoup plus qu'à Paris, s'intéressant plus que ses prédécesseurs au fonctionnement de son administration.  
Dès 1784, afin de faire face aux défaillances de l'intendance en Bourgogne, il crée un conseil contentieux composé de cinq jurisconsultes qui l'assistent dans la prise de décision. Il s'agit d'avocats qui font partie du milieu parlementaire dijonnais, qui examinent les dossiers et en font rapport à l'intendant en exposant les problèmes de droit posés. Cette méthode permet une accélération du traitement des litiges.  
En 1786, il ordonne un grand dénombrement de tous les habitants de la généralité de Bourgogne. Il s'agit de vérifier le rapport — qu'on appelle « multiplicateur » et qu'on suppose varier de 25 à 28 — entre le nombre d'habitants et le nombre moyen de naissances. Les curés bourguignons répondent à l'enquête en envoyant à l'intendant des états précis de la population de leur paroisse. Les résultats ne sont publiés qu'en 1790. Cette enquête fournit aux historiens des sources riches sur la démographie de la Bourgogne à la fin de l'Ancien Régime.
Dans un contexte de crise, Antoine Léon Amelot jour une rôle important dans l'adoption par le bailliage de Bourg-en-Bresse de la réforme judiciaire promue par Loménie de Brienne en 1788, réforme souvent refusée ailleurs.
Il reste intendant de Bourgogne jusqu'au début de la Révolution,,, quand les intendants sont supprimés à cause de la création des départements et des districts. Dès juillet 1789, alors que se développe la Grande Peur, il envoie une lettre au ministre Necker pour lui indiquant les motifs qui, selon lui, « lui font désirer quitter ses fonctions ». C'est le moment où il quitte définitivement la Bourgogne, même s'il en reste intendant jusqu'en juin 1790.

### Les finances pendant la Révolution et le Consulat
Dès la suppression des intendants, Antoine Léon Amelot passe dans l'administration financière, sans doute avec l'aide de son beau-père, Marie Sébastien Charles Fontaine de Biré, administrateur du Trésor royal de 1788 à 1791.
Amelot est administrateur de la caisse de l'Extraordinaire de 1790 à 1792,. Cette dernière émet des assignats, en principe gagés sur les biens nationaux. Amelot est mis en cause par les commissaires de la Commune insurrectionnelle de Paris, qui l'accusent de posséder de faux assignats. Avec le trésorier de la Caisse, Jacques-Jean Le Couteulx, il défend son innocence en demandant l'examen de leurs comptes. En décembre 1792, la caisse de l'Extraordinaire fusionne avec la Trésorerie générale.
Il est administrateur des domaines nationaux de décembre 1790 au 15 octobre 1793 et prête serment à la République.Il est un des régisseurs de l'enregistrement d'août à octobre 1793. Accusé de prévarication par Robespierre et Billaud-Varenne, il est emprisonné à la prison de l'Abbaye d'octobre 1793 au 7 février 1794, ensuite mis en liberté provisoire, puis réincarcéré le 18 mai 1794 jusqu'au 14 octobre 1794,.
Sous le Directoire, il est envoyé en Italie, d'abord comme administrateur en chef des contributions, revenus et finances de la République en Italie (octobre-novembre 1798) puis comme commissaire civil de l'armée d'Italie jusqu'en février 1799. Il est accusé de concussion et rappelé. On ne sait pas si cette accusation est fondée ou non. Il est nommé résident à Francfort, mais ne rejoint pas son poste.
Il devient ensuite un des trois administrateurs de la Loterie, de décembre 1799 à mars 1802, date à laquelle il démissionne.
Vers 1809-1810, il dispose d'une fortune considérable, qui génère un revenu annuel de 25 000 à 30 000 francs.

### À Rouen
Retiré à Blois et à Rouen, il est receveur général des hospices de Rouen vers 1823,. Il y dirige le dépôt de mendicité.
Il est trésorier de la société d'agriculture de la Seine-Inférieure vers 1823.
Antoine Léon Anne Amelot de Chaillou meurt à Rouen le 17 juillet 1824,.

### Mariages et descendance
Antoine Léon Amelot de Chaillou se marie deux fois,.
Il épouse à Paris le 27 janvier 1784 Marie-Madeleine Françoise Fontaine de Biré (1765-1792) fille de Marie Sébastien Charles Fontaine de Biré, trésorier général des dépenses des guerres et administrateur du Trésor royal et de Philippine Louise Cardon de Garsigniès,. De ce mariage naît :
- Antoine Victor Anne Dijon[a] Amelot, marquis de Chaillou, né à Dijon le 28 novembre 1784 et mort à Paris le 14 janvier 1846, époux de Céline Chagot du Fays[26].

Il se remarie à Paris le 2 mars 1794 avec Monique Euphraise Durollet dite de la Sablonnière (morte en 1832), fille de Jean-Baptiste de La Sablonnière et de Véronique Durollet. Ce mariage est célébré alors qu'Antoine Léon Anne Amelot de Chaillou est en liberté provisoire, après sa sortie de prison et avant sa réincarcération. Monique Euphraise Durollet a déjà un fils de lui et est enceinte du second. Ces deux enfants sont :
- Antoine Amelot, comte de Chaillou, né à Paris le 24 avril 1793 et mort à Beaugency le 16 février 1861, saint-cyrien qui termine sa carrière militaire comme chef de bataillon, sans alliance ;
- Léon Victor Amelot, comte de Chaillou, né à Paris le 30 mai 1794 et mort à Saint-Arnoult (Calvados) le 19 juillet 1868, percepteur des finances, marié à Agathe Virginie Trouillet de la Chaux de Mainville (1802-après 1868)[26].

## Œuvres
- Dénombrement du duché de Bourgogne et pays adjacents, et des provinces de Bresse et Dombes, Bugey et Gex , rédigé en 1786 par les soins de M. Amelot, lors intendant de ces provinces, et imprimé en 1790, sur la demande des députés de ces mêmes provinces à l'Assemblée nationale, Paris, Imprimerie nationale, 1790, 83 p. (lire en ligne)[22].
- Lettre ... sur l'organisation de la Caisse de l'Extraordinaire ... (24 novembre 1760), Paris, 1790, 3 p.[22].
- Mémoire sur l'organisation de la Caisse de l'Extraordinaire, s. l., s. d., 16 p. (lire en ligne)[22],[27].
- Recettes et dépenses faites à la Caisse de l'Extraordinaire depuis l'époque de sa création jusqu'au 30 septembre 1792, Paris, Didot, 1792[22].
- Instruction générale sur l'administration, le recouvrement des produits et capitaux, et sur le paiement des frais des domaines nationaux : du 15 décembre 1791, Paris, Didot jeune, 1791, 92 p. (lire en ligne)[22],[27].
- Copie d'une lettre relative à la vente des immeubles des émigrés, écrite... par l'administrateur des domaines nationaux (Amelot) aux administrateurs de département, s. l., 1793, 7 p. (lire en ligne)[22].
- Facultés accordées aux acquéreurs des domaines nationaux pour le payement desd. domaines, Nevers, 1793[22].
- Verwaltung der National-Domänen. Vortheile, die den Käufern der National-Domänen für die Zahlung dieser Güter bewilligt worden, Strasbourg, Fr.-G. Levrault, 1793[22].
- Instruction pour l'exécution des lois des 6 juillet, 25 août, 11 et 13 septembre 1792 en ce qui concerne l'aliénation des domaines nationaux, Paris, 1792, 15 p. (lire en ligne)[22].
- Mémoire sur les avantages de l'assiette et de la perception de l'impôt en nature..., Paris, Didot le jeune, 1799-1800, 15 p. (lire en ligne)[27].